# Scott La Rock
Scott La Rock, pseudonimo di Scott Monroe Sterling (New York, 2 marzo 1962 – New York, 27 agosto 1987), è stato un disc jockey statunitense.

## Carriera
Scott era un assistente sociale presso la Franklin Men's Shelter in cui viveva KRS-One, i due si incontrarono lì, ci viveva anche D Nice, da lì formarono il gruppo Boogie Down Productions e nel 1987 pubblicarono l'album Criminal Minded ritenuto uno dei più grandi album Hip Hop della storia.
Morì durante la realizzazione dell'album Man & His Music.

## Circostanze della morte
Il 27 agosto del 1987 il suo amico membro della Boogie Down Productions D Nice fu minacciato da dei gangster locali e chiese aiuto a Scott per disinnescare la situazione.
Si trovarono in una Jeep CJ-7 rossa, avevano intenzione di andare nel Bronx, ma al momento della partenza arrivano colpi da un'altra auto che colpirono Scott al collo. Fu portato in un ospedale lì vicino ancora vivo, Scott disse al medico che aveva freddo e che si sentiva stanco, inizialmente pensò che le sue ferite non potessero essere mortali, i suoi amici prima di andare ad una cena ritornarono da Scott che doveva essere operato, ma lo trovarono morto dopo un'ora, lasciando alle spalle suo figlio neonato Scott Sterling Jr. L'uomo che lo ha ucciso è stato arrestato anni dopo e portato in giudizio dalla corte suprema nella contea del Bronx.
Sterling oggi riposa nel Woodlawn Cemetery di New York.

## Discografia
- Criminal Minded (1986)
- By All Means Necessary (Scott fu ucciso durante la realizzazione di quest'album)
- Man & His Music (Remixes from Around the World) (1997)
- Best of B-Boy Records (2001)